# Pierre-Joseph Christophle
Pour les articles homonymes, voir Christophle.
Pierre-Joseph Christophle, surnommé Projet, est un architecte français du XVIIIe siècle, né à Avignon en 1715 et mort à Paris en avril 1781.

## Œuvre
- Pierre-Joseph Christophle est surtout connu pour avoir conçu en 1767, la chaire de vérité et la célèbre Gloire eucharistique du chœur qui domine l'abside de la cathédrale Notre-Dame d'Amiens.

- La gloire et la statuaire furent exécutées en style baroque par le sculpteur amiénois Jean-Baptiste Dupuis. D'un ciel nuageux, entouré d'immenses rayons dorés, jaillissent ici et là des têtes de chérubins. Trois d’entre eux soutiennent la couronne d’or, d’où descend une suspension. En 1879, on a ajouté à cette suspension une colombe eucharistique de vermeil en remplacement de celle disparue à la Révolution.

- La Maison de l'Atlante de 1761, (façade conservée)
- L'Hôtel Christophle (9-11, rue des Jacobins à Amiens), construit à la fin du XVIIIe siècle, par l'architecte Pierre-Joseph Christophle et le sculpteur Jean-Baptiste Dupuis, son beau-père. Ils l'habitèrent jusqu'en 1769.
- Aujourd'hui, la façade de l'hôtel abrite des appartements à l'étage et une galerie couverte au rez-de-chaussée. Sur le balcon en fer forgé, figurent les initiales de l'architecte J et C.

Il fut membre de l'Académie des sciences, des lettres et des arts d'Amiens.
On lui doit également les sculptures de la porte d'honneur de l'abbaye de Corbie : les armoiries, la Foi et la Charité.

## Pour approfondir

### Liens
- Notices d'autorité :   - VIAF
  - IdRef
- Ressource relative aux beaux-arts :   - Artists of the World Online
- Cathédrale d'Amiens « http://tetramorphe.blogspot.fr/2010/06/la-cathedrale-notre-dame-damiens_18.html »(Archive.org • Wikiwix • Archive.is • Google • Que faire ?)
- Jean-Baptiste Dupuis